# 臨川府
臨川府，元末朱元璋政权短暂设置的府。
元朝为撫州路，屬江西行省。至正二十二年(1362年)，朱元璋改撫川路為臨川府，尋曰撫州府。領縣六。